# چشم شیشه‌ای
چشم شیشه‌ای فیلمی به کارگردانی و نویسندگی حسین قاسمی جامی محصول سال ۱۳۶۹ است.

## خلاصه داستان
یک بسیجی تبلیغاتی به نام «قاسم»(علیرضا اسحاقی) به جبهه اعزام می‌شود. با وجود این که کار او تبلیغات و گرفتن عکس از صحنه‌های درگیری رزمندگان با سربازان عراقی است ولی برای کمک به خط مقدم می‌رود. دوربین او تمام ماجرا را فیلم می‌گیرد.

## بازیگران
- علیرضا اسحاقی
- سیدجواد هاشمی
- اصغر نقی‌زاده
- علی جلیلی باله
- محمدرضا آهنج
- حافظ پارسی
- اکبر احمدی
- حسینعلی قورچی
- علی صادق پور
- علی ربیعی
- قاسم کشاورز
- داوود عابدینی
- قاسم نقی‌زاده
- مرتضی هاشم خانلو
- اسماعیل امیدی
- حسن کریمی
- منصور آقاجانلو
- مقصود هاشمی
- بهادر مختاری
- محرم زعفرانی
- فضل اله جباری
- قلیچ ساویز
- حمیدرضا لطفی
- علیرضا نجف زاده
- ابوالفضل پاک نیت